# Elbląg (Fluss)
Der Elbląg, deutsch Elbing, ist ein 14,5 Kilometer langer Fluss in der polnischen Woiwodschaft Ermland-Masuren, der durch die Stadt Elbląg (deutsch Elbing) fließt.
Der Elbląg entwässert den Druzno (deutsch Drausensee) und mündet in das Frische Haff (polnisch Zalew Wiślany) und damit in die Ostsee. Er ist auf seiner gesamten Länge schiffbar und verbindet als Seeschifffahrtsstraße den Elbinger Seehafen mit dem Frischen Haff. Der Schifffahrtsweg aus dem Haff nach Danzig führte seit Jahrhunderten über das seit dem Ende des Zweiten Weltkrieges auf russischem Gebiet gelegene Pillauer Tief, seit dem 17. September 2022, dem 83. Jahrestag der sowjetischen Besetzung Ostpolens, besteht mit dem Kanal durch die Frische Nehrung eine auf polnischem Gebiet gelegene Alternative, die zudem deutlich kürzer ist. In Elbing zweigt der Oberländische Kanal ab.

## Geschichtliche Erwähnung
Wulfstan, ein angelsächsischer Händler im späten 9. Jahrhundert, bezeichnet in seinem Bericht von seiner Reise von Haithabu zum preußischen Handelsort Truso den Fluss auf Angelsächsisch als Ilfing.

## Zuflüsse
Die Hauptzuflüsse sind: 
- Fiszewka (Fischau)
- Kumiela (Hommel)
- Tina (Thiene)